# Tiro con l'arco ai Giochi della XXIX Olimpiade
Le gare di tiro con l'arco si sono svolte a Pechino dal 9 al 15 agosto 2008 all'Olympic Green Archery Field, un campo di gara temporaneo allestito all'interno del Villaggio Olimpico.

## Medaglie
Verranno assegnati quattro set di medaglie:
- Individuale maschile
- Individuale femminile
- Squadra maschile
- Squadra femminile

## Formula
Inizialmente si svolgerà una gara di qualificazione a 70 m, distanza unica per uomini e donne, durante la quale verrà tirato un totale di 72 frecce, in 12 volée (gruppi) da 6 frecce, per un punteggio massimo pari a 720 punti.
Seguiranno gli scontri diretti (per 64 uomini e 64 donne) alla stessa distanza: a differenza di quanto successo ad Atene, l'ordine degli scontri sarà deciso secondo il piazzamento degli arcieri nella classifica di qualificazione; l'arciere che passerà i 32i accederà direttamente ai 16i senza aspettare la conclusione delle eliminatorie.
Ogni atleta tirerà 12 frecce negli scontri individuali, e 8 frecce nelle eliminatorie a squadre (tre arcieri per squadra, 24 frecce in totale). Il punteggio massimo individuale è 120 punti, mentre per la squadra è 240 punti.
Alla competizione individuale parteciperanno 128 atleti.

## Programma
Tutti gli orari sono relativi al fuso orario di Pechino (+ 8 ore rispetto all'Italia).
| Data      | Orario        | Evento                | Round               |
| --------- | ------------- | --------------------- | ------------------- |
| 9 agosto  | 12:00 - 14:00 | Individuale Femminile | Ranking Round       |
| 9 agosto  | 12:00 - 14:00 | Squadre Femminili     | Ranking Round       |
| 9 agosto  | 15:00 - 17:00 | Individuale Maschile  | Ranking Round       |
| 9 agosto  | 15:00 - 17:00 | Squadre Maschili      | Ranking Round       |
| 10 agosto | 10:00 - 13:30 | Squadre Femminili     | Ottavi              |
| 10 agosto | 10:00 - 13:30 | Squadre Femminili     | Quarti              |
| 10 agosto | 16:00 - 18:20 | Squadre Femminili     | Semifinali          |
| 10 agosto | 16:00 - 18:20 | Squadre Femminili     | Match per il Bronzo |
| 10 agosto | 16:00 - 18:20 | Squadre Femminili     | Match per l'Oro     |
| 11 agosto | 10:00 - 13:30 | Squadre Maschili      | Ottavi              |
| 11 agosto | 10:00 - 13:30 | Squadre Maschili      | Quarti              |
| 11 agosto | 16:00 - 18:20 | Squadre Maschili      | Semifinali          |
| 11 agosto | 16:00 - 18:20 | Squadre Maschili      | Match per il Bronzo |
| 11 agosto | 16:00 - 18:20 | Squadre Maschili      | Match per l'Oro     |

| Data      | Orario        | Evento                | Round                      |
| --------- | ------------- | --------------------- | -------------------------- |
| 12 agosto | 10:00 - 13:10 | Individuali Femminili | Trentaduesimi e Sedicesimi |
| 12 agosto | 10:00 - 13:10 | Individuali Femminili | Trentaduesimi e Sedicesimi |
| 12 agosto | 15:30 - 18:40 | Individuali Femminili | Trentaduesimi e Sedicesimi |
| 12 agosto | 15:30 - 18:40 | Individuali Femminili | Trentaduesimi e Sedicesimi |
| 13 agosto | 10:00 - 13:10 | Individuali Maschili  | Trentaduesimi e Sedicesimi |
| 13 agosto | 10:00 - 13:10 | Individuali Maschili  | Trentaduesimi e Sedicesimi |
| 13 agosto | 15:30 - 18:40 | Individuali Maschili  | Trentaduesimi e Sedicesimi |
| 13 agosto | 15:30 - 18:40 | Individuali Maschili  | Trentaduesimi e Sedicesimi |
| 14 agosto | 10:30 - 12:30 | Individuali Femminili | Ottavi                     |
| 14 agosto | 16:00 - 18:45 | Individuali Femminili | Quarti                     |
| 14 agosto | 16:00 - 18:45 | Individuali Femminili | Semifinali                 |
| 14 agosto | 16:00 - 18:45 | Individuali Femminili | Match per il Bronzo        |
| 14 agosto | 16:00 - 18:45 | Individuali Femminili | Match per l'Oro            |
| 15 agosto | 10:30 - 12:30 | Individuali Maschili  | Ottavi                     |
| 15 agosto | 16:00 - 18:45 | Individuali Maschili  | Quarti                     |
| 15 agosto | 16:00 - 18:45 | Individuali Maschili  | Semifinali                 |
| 15 agosto | 16:00 - 18:45 | Individuali Maschili  | Match per il Bronzo        |
| 15 agosto | 16:00 - 18:45 | Individuali Maschili  | Match per l'Oro            |

## Calendario
| Uomini |  |         | Squadre |  |  |             | Individuale | 1 |
| Donne  |  | Squadre |         |  |  | Individuale |             | 1 |
| Totale |  | 1       | 1       |  |  | 1           | 1           | 4 |

|  | Qualificazioni |  | FINALI |

## Podi

### Uomini
| Evento                 | Oro                                                     | Argento                                           | Bronzo                                |
| Individuale (dettagli) | Viktor Ruban                                            | Park Kyung-mo                                     | Bair Badënov                          |
| A squadre (dettagli)   | Corea del Sud Im Dong-Hyun Lee Chang-Hwan Park Kyung-mo | Italia Ilario Di Buò Marco Galiazzo Mauro Nespoli | Cina Jiang Lin Li Wenquan Xue Haifeng |

### Donne
| Evento                 | Oro                                                   | Argento                                | Bronzo                                                 |
| Individuale (dettagli) | Zhang Juan Juan                                       | Park Sung-hyun                         | Yun Ok-hee                                             |
| A squadre (dettagli)   | Corea del Sud Joo Hyun-jung Park Sung-hyun Yun Ok-hee | Cina Ling Chen Dan Guo Juan Juan Zhang | Francia Virginie Arnold Sophie Dodemont Berengere Shuh |

## Medagliere
| Posizione | Paese         |   |   |   | Totale |
| --------- | ------------- | - | - | - | ------ |
| 1         | Corea del Sud | 2 | 2 | 1 | 5      |
| 2         | Cina          | 1 | 1 | 1 | 3      |
| 3         | Ucraina       | 1 | 0 | 0 | 1      |
| 4         | Italia        | 0 | 1 | 0 | 1      |
| 5         | Francia       | 0 | 0 | 1 | 1      |
| 5         | Russia        | 0 | 0 | 1 | 1      |
| Totale    | Totale        | 4 | 4 | 4 | 12     |